# ليون فاغنر
ليون فاغنر (بالإنجليزية: Leon Wagner)‏ هو لاعب كرة قاعدة أمريكي، ولد في 13 مايو 1934 في تشاتانوغا في الولايات المتحدة، وتوفي في 3 يناير 2004 في لوس أنجلوس في الولايات المتحدة.

## وصلات خارجية
- ليون فاغنر على موقع دوري كرة القاعدة الرئيسي (الإنجليزية)
- ليون فاغنر على موقعبيزبول رفرنس.كوم (الدوري الرئيسي) (الإنجليزية)
- ليون فاغنر على موقعبيزبول رفرنس.كوم (الدوري الثانوي) (الإنجليزية)
- ليون فاغنر على موقع جمعية أبحاث البيسبول الأمريكية (الإنجليزية)
- ليون فاغنر على موقع إي إس بي إن.كوم (أم.أل.بي) (الإنجليزية)
- ليون فاغنر على موقع مشجعي الرسوم البيانية (الإنجليزية)
- ليون فاغنر على موقع IMDb (الإنجليزية)
- ليون فاغنر على موقع أول موفي (الإنجليزية)
- ليون فاغنر على موقع قاعدة بيانات الأفلام السويدية (السويدية)
- ليون فاغنر على موقع كينوبويسك (الروسية)